# Tayshaneta microps
Tayshaneta microps es una especie de araña araneomorfa del género Tayshaneta, familia Leptonetidae. Fue descrita científicamente por Gertsch en 1974.
Es un troglobita, un animal que pasa toda su vida en cuevas. Es uno de los nueve troglobites del condado de Bexar que se incluyeron como especies en peligro de extinción en 2000.
La principal amenaza para este y otros troglobites locales es la pérdida de su hábitat de cueva kárstica. Los otros nueve invertebrados enumerados en el condado de Bexar incluyen Cicurina baronia, Texella cokendolpheri y Cicurina madla.

## Distribución geográfica
Es endémica de Texas en los Estados Unidos, donde se la conoce por dos cuevas en el condado de Béxar.